# جی پی کپکا
جی پی کپکا (انگلیسی: J. P. Kepka؛ زادهٔ march ۶, ۱۹۸۴ (۴۱ سال)) ورزشکار اسکیت سرعت اهل ایالات متحده آمریکا است.
وی در مسابقات کشوری و بین‌المللی در مجموع برندهٔ ۱ مدال طلا، ۱ مدال برنز شده‌است.